# Последний неандерталец
«Последний неандерталец» (фр. Ao, le dernier Néandertal) — французский художественный фильм режиссёра Жака Малатье 2010 года. Это адаптация романа «Ao l’homme ancien» писателя Марка Клапчинского (Marc Klapczynski). В главных ролях снялись Аруна Шилдс в роли Аки — представительницы кроманьонцев и Саймон Пол Саттон (Simon Paul Sutton) в роли Ао — последнего неандертальца Европы.

## Сюжет
Неандерталец Ао живёт со своим кланом в пещере в районе Северной Сибири. В один из дней он возвращается с охоты на белого медведя и видит, что все члены его клана, в том числе новорождённая дочь Неа, мертвы. В пещере он подвергся нападению двух Homo sapiens, которые, видимо, убили членов его клана. Ао обращает нападавших в бегство и решает вернуться к месту обитания его родного племени на юге Европы, где живёт его брат-близнец Оа, с которым они были разлучены в детстве, когда им было по одиннадцать лет. Во время своих странствий он был захвачен в плен группой Homo sapiens с раскрашенными лицами. В неволе вместе с ним были двое кроманьонцев — мужчина и беременная женщина Аки. После того, как пленный кроманьонец был убит, Ао удаётся сбежать, вслед за ним сбегает Аки, и вскоре рожает в пещере дочь Ваму, которую Ао воспринял как родную дочь Неа.
В пути Ао заболевает, но Аки излечивает его с помощью трав. По прибытии на юг Пиренейского полуострова Ао находит Оа уже умершим. Он остаётся последним неандертальцем на планете.
Четыре года спустя Ао всё ещё живёт с Аки, которая ждёт от него ребёнка.

## Историческое соответствие
Флейта из полой кости, обнаруженная Ао на груди погибшего человека (судя по черепу, кроманьонца) в начале фильма, по-видимому, соотносится с так называемой неандертальской флейтой из Дивье Бабе 1 в Словении, найденной в 1995 году. Однако, после переизучения «неандертальская флейта» оказалась просто костью, погрызенной пещерной гиеной, так что о музыкальных способностях неандертальцев в настоящее время ничего неизвестно.
По сценарию действие фильма происходит 30 тыс. лет назад, так как до начала 2010-х годов учёные считали, что Пиренейский полуостров во время Вюрмского оледенения был рефугиумом — убежищем, где неандертальцы жили на протяжении ещё нескольких тысячелетий после того, как в остальной Европе популяции неандельцев вымерли (например в пещере Горама на Гибралтарской скале или на реке Эбро, где на границе среднего и верхнего палеолита сложилась ситуация, получившая название «граница Эбро»: на северном берегу реки Эбро жили кроманьонцы, а на южном берегу в засушливых условиях эдафических степей — последние неандертальцы). Однако, согласно последним данным учёных, неандертальцы полностью вымерли в Европе 39,26—41,03 тыс. лет назад, а на Пиренейском полуострове неандертальцы вымерли не позже 43 тыс. лет назад.

## В ролях
- Саймон Пол Саттон — Ао
- Аруна Шилдс — Аки
- Крэйг Моррис — Бух, член клана Ao / Иткио
- Весела Казакова — Унак
- Хелми Дриди — Агук
- Явор Веселинов — Ака